# Manasse di Hierges
Manasse di Hierges (1110 circa – 8 gennaio 1177) è stato un cavaliere medievale francese delle Ardenne che partì per combattere in Terra santa, dove divenne un importante signore crociato e Connestabile del Regno di Gerusalemme dal 1144 al 1152.

## Biografia
Era figlio di Eribrando II di Hierges e di Hodierna di Rethel, una delle sorelle del Re di Gerusalemme Baldovino II.
Egli è citato per la prima volta nel 1127: dopo che Goffredo di Buglione aveva venduto Buglione al vescovo di Liegi, una controversia oppose quest'ultimo all'arcivescovo di Reims a proposito di una porzione del territorio di Buglione che dipendeva da Reims.
Questa controversia fu risolta nel 1127 e il vescovo di Liegi inviò otto dei suoi vassalli, tra cui Manasse, a rendere omaggio all'arcivescovo di Reims.

### Connestabile del Regno di Gerusalemme
Chiamato da sua cugina Melisenda di Gerusalemme, prese la croce nel 1141 e poco dopo arrivò nel Regno di Gerusalemme.
Nel 1143, alla morte del Re Re Folco d'Angiò, Melisenda divenne reggente e nominò Manasse connestabile di Gerusalemme, la più alta carica del regno.
Come Connestabile aveva il comando delle forze armate, e fu inviato per alleviare l'assedio di Edessa nel 1144.
Egli non arrivò in tempo e la città cadde nelle mani di Zangi.
In risposta alla caduta di Edessa, la Seconda crociata arrivò a Gerusalemme nel 1148.
Manasse fu presente al Concilio di Acri quell'anno, nel quale si decise di attaccare Damasco, ma l'Assedio di Damasco fu un fallimento e la crociata si disperse.
Probabilmente attorno al 1150 sposò Helvis di Ramla, vedova di Barisano di Ibelin, in tal modo si stabilì nell'est, non solo con il favore dei suoi regali parenti, ma anche con molta terra e denaro; in quanto marito di Helvis egli governò Ramla, Mirabel e, virtualmente, tutta la parte meridionale della Palestina, eccetto Ibelin che passò a Ugo di Ibelin il figlio di Helvis e Barisano.
(Guglielmo di Tiro)
Con il suo nuovo potere si fece molti nemici tra la vecchia nobiltà, soprattutto il figlio di Melisenda, Baldovino III, lo odiava perché era stato tenuto fuori dal governo ed allontanato da sua madre.
Manasse appoggiò Melisenda contro Baldovino III quando questi tentò di rivendicare pieni poteri nel 1152.
Baldovino si incoronò da solo ed il regno fu diviso tra lui e Melisenda, che tenne Gerusalemme e Nablus nel sud mentre Baldovino regnava da San Giovanni d'Acri e Tiro nel nord.
Baldovino nominò Connestabile uno dei suoi, Umfredo II di Toron, e ben presto invase il sud.
Egli costrinse Manasse a consegnargli il suo castello di Mirabel e conquistò Gerusalemme da Melisende.
Manasse fu esiliato e definitivamente sostituito da Umfredo come Connestabile.

### Matrimoni e discendenza
Dalla sua prima moglie, il cui nome resta ancora sconosciuto, ebbe:
- Fadie, moglie di Guglielmo II Embriaco († 1157), signore di Gibelletto;
- Hodierna, moglie di un signore di Grandgerin.

Rimasto vedovo si risposò con Helvis di Ramla.
Secondo Moyen Helvis era troppo anziana per essere ancora madre, mentre altre fonti gli attribuiscono due figlie, una delle quali potrebbe essere nata dopo il suo esilio nel 1152.
- Helvis, moglie di Anceau de Brie;
- Ysabeau, moglie di Hugues de Mimars.

Dopo essere stato costretto a tornare in Europa si sposò per la terza volta con la figlia di Alberto I conte di Chiny e di Agnese di Bar; con Alice de Chiny; da questa unione nacquero:
- Eribrando III, signore di Hierges;
- Enrico;
- Alberto II di Hierges che fu vescovo di Verdun dal 1187 al 1208;
- Luigi, abate di Saint-Vanne de Verdun;
- Gautier, cavaliere.

Nel 1176 cadde gravemente ammalato e si fece monaco all'Abbazia di Saint-Gérard de Brogne; morì l'8 gennaio 1177.